# Amanda Jones
Amanda Jones (Evanston, 1951) è una modella statunitense.

## Carriera
Amanda Jones fu incoronata Miss Illinois 1973 ottenendo quindi l'opportunità di rappresentare l'Illinois a Miss USA 1973, che quell'anno si tenne a New York. La Jones vinse il titolo di Miss USA e fu incoronata dalla Miss USA uscente Tanya Wilson. Fu la terza di quattro delegate provenienti dall'Illinois a vincere il titolo di Miss USA. L'anno successivo la Jones incoronò la collega dell'Illinois Karen Morrison, e fu la seconda volta nella storia del concorso che uno Stato ha vinto due titoli consecutivi.
A luglio la Jones gareggiò al concorso Miss Universo 1973 dove si piazzò al secondo posto, dietro la filippina Margarita Moran.
A differenza delle precedenti vincitrici, Amanda Jones si fece portavoce del movimento femminista schierandosi a favore dell'aborto e contro la guerra in Vietnam.